# ブリスベンの交通
オーストラリア クイーンズランド州 州都 ブリスベン の交通

## ブリスベン市内の交通

### バス

#### Brisbane Transport
ブリスベン市のバス路線を担当。(以下は2009年7月9日現在, Pマークは2009年11月16日より施行)

#### その他
- 250 / 555 系統以外のエリザベスストリート発着便は、平日ラッシュ時のみ2～3便運行

### 船
- シティ・キャット：ブリスベン川のクイーンズランド大学－アポロ通り間で運行されているフェリーサービス。
- シティー・フェリー：インナー・シティー・フェリーとクロス・リバー・フェリーの2系統、4路線が運行されるフェリーサービス。

### タクシー
- Yellow Cab Co. (イエローキャブカンパニー)
- Black & White Co. (ブラックアンドホワイトカンパニー)

## 関連
- バスウェイ